# Ngọc Thụ (thành phố cấp huyện)
Ngọc Thụ (chữ Tạng: ཡུས་ཧྲུའུ་རྫོང་; Wylie: yul shul rdzong; ZWPY: Yüshu Zong; tiếng Trung: 玉树市; bính âm: Yùshù Shì) là một thành phố cấp huyện thuộc châu tự trị dân tộc Tạng Gyêgu (Ngọc Thụ), tỉnh Thanh Hải, Trung Quốc. Thành phố Ngọc Thụ có khí hậu khắc nhiệt đặc trưng của cao nguyên Tây Tạng, nhiệt độ trung bình tháng giêng là −7,6 °C, và nhiệt độ triung bình tháng 7 là 12,7 °C; nhiệt độ trung bình năm khoảng 3,22 °C. Lượng mưa trong năm tập trung vào khoảng thời gian từ tháng sáu đến tháng 9.

### Trấn
- Kết Cổ (结古镇)
- Long Bảo (隆宝镇)

### Hương
- Trọng Đạt (仲达乡)
- Ba Đường (巴塘乡)
- Tiểu Tô Mãng (小苏莽乡)
- Thượng Lạp Tú (上拉秀乡)
- Hạ Lạp Tú (下拉秀乡)
- Cáp tú (哈秀乡)
- An Xung (安冲乡)